# محمد خزندار
محمد خزندار، ويكنى بـأبي عبد الله محمد خزندار: ولد حوالي عام 1810 بجزيرة كوس اليونانية، وتوفي بضاحية المرسى في 22 جوان 1889، سياسي تونسي، تقلد الوزارة الكبرى مرتين.

## ترجمته
هو مملوك من أصل يوناني وقع أسره، أتى به الحاج محمد المزّاز التاجر الصفاقسي من الأستانة في عهد حسين باي الثاني، وباعه لقائد الشوارع بثلاثمئة ريال تونسي صغرى ثم إنتقل بالبيع أو بالهبة لشاكير صاحب الطابع قايد سوسة والمنستير وأصبح خزندارا له. ويبدو أن نجاحه في مهامه قد أثار غيرة شاكير منه والتي تطورت إلى عداوة ، وقد حافظ لمدة خمسين سنة على خدمته لفائدة خمسة بايات، بدءا من أحمد باشا باي الذي سماه عام 1838 عاملا أي واليا على سوسة والمنستير، كما كلفه نفس الباي بعدة مهام بإستانبول من ذلك ما تم عام 1849 و1854، وعندما صعد محمد باي إلى العرش أرسله إلى إستانبول للإتيان بفرمان التسمية. وفي سبتمبر 1856 كان عاملا على قابس وكلف في خريف 1857 بمواجهة الثائر الطرابلسي غومة المحمودي  الذي لجأ إلى منطقة نفزاوة. وفي عام 1860 عين في عضوية المجلس الأكبر الذي بعث آنذاك وفي نوفمبر 1861، عين وزيرا للعمالة أي ما يوازي تقريبا وزير الداخلية، ثم وزيرا للحرب في ديسمبر 1862، ثم وزيرا للبحر في سبتمبر 1865، وفي أكتوبر 1873 عاد إلى وزارة العمالة. قبل أن يخلف خير الدين باشا على رأس الوزارة الكبرى فيما بين 22 جويلية 1877 و24 أوت 1878. وقد حافظ بعد ذلك على تسميته كوزير وعلى وظيفته كمستشار للدولة. بعد انتصاب الحماية الفرنسية عين من جديد 12 سبتمبر 1881 على رأس الوزارة الكبرى واستمر في منصبه حتى خريف 1882 حيث انسحب من الحياة العامة وانعزل في ملكيته بالمرسى وسيدي بوسعيد.

## إشارات مرجعية
1. ↑  كتاب إتحاف أهل الزمان بأخبار ملوك تونس وعهد الأمان لأحمد إبن أبي الضياف المجلّد الرابع الجزء السابع : ملحق من نسخة المرحوم الشيخ محمد القروي صفحة 362
2. ↑  Ibn Abî L-Diyaf, Chronique des rois de Tunis et du Pacte fondamental, Volume II, Edition critique et traduction: André Raymond, IRMC et ISHMN Tunis1994, p. 114
3. ↑  المصدر نفسه، ص 153

| سبقه خير الدين باشا | وزير أكبر (تونس) 22 جويلية 1877- 24 أوت 1878 | تبعه مصطفى بن إسماعيل |

| سبقه مصطفى بن إسماعيل | وزير أكبر (تونس) 12 سبتمبر 1881- أكتوبر 1882 | تبعه محمد العزيز بوعتور |